# レイモンド・フエンテス
レイモンド・フエンテス（Reymond Fuentes , 1991年2月12日 - ）は、 アメリカ合衆国フロリダ州オーランド出身のプロ野球選手（外野手）。左投左打。
愛称はコキ。従兄弟にカンザスシティ・ロイヤルズやニューヨーク・メッツなどで活躍した元メジャーリーガーのカルロス・ベルトランがいる。

## 経歴
2009年のMLBドラフト1巡目（全体28位）でボストン・レッドソックスから指名され、7月1日に契約。
2010年12月6日にエイドリアン・ゴンザレスとのトレードで、アンソニー・リゾ、ケイシー・ケリー、エリック・パターソンと共にサンディエゴ・パドレスへ移籍した。
2013年はAAA級ツーソン・パドレスでプレー。同年のオールスター・フューチャーズゲームに選出された。8月26日にメジャーへ昇格し、同日のアリゾナ・ダイヤモンドバックス戦でメジャーデビュー。「7番・中堅手」で先発起用され、3打数無安打1三振だった。この年メジャーでは23試合に出場して打率.152・1打点だった。
2014年3月3日にパドレスと1年契約に合意。3月15日にAAA級エル・パソ・チワワズへ異動した。この年はAAA級エル・パソとAA級サンアントニオ・ミッションズでプレー。AAA級エル・パソでは46試合に出場して打率.261・1本塁打・16打点・13盗塁の成績を残した。11月20日にカイル・バートッシュとのトレードで、カンザスシティ・ロイヤルズへ移籍した。
2016年は初めて開幕25人枠入りし、「9番・右翼手」で開幕スタメンで起用された（結果は3打数無安打）。9月6日にDFAとなり、14日に自由契約となった。
2017年1月10日にダイヤモンドバックスとマイナー契約を結び、同年のスプリングトレーニングに招待選手として参加することになった。開幕前の2月8日に第4回ワールド・ベースボール・クラシック(WBC)のプエルトリコ代表に選出された。3月22日の決勝アメリカ合衆国戦に敗戦し、2大会連続で準優勝となった。5月15日にメジャー契約を結び、アクティブ・ロースター入りした。6月18日のフィラデルフィア・フィリーズ戦では、10回表に決勝点となるキャリア初の本塁打を放った。
2018年1月31日にDFAとなり、2月5日にマイナー契約でAAA級リノ・エーシズに配属された。
2019年4月4日に独立リーグ・アトランティックリーグのロングアイランド・ダックスと契約。

## 詳細情報

### 年度別打撃成績
| 年 度    | 球 団    | 試 合 | 打 席 | 打 数 | 得 点 | 安 打 | 二 塁 打 | 三 塁 打 | 本 塁 打 | 塁 打 | 打 点 | 盗 塁 | 盗 塁 死 | 犠 打 | 犠 飛 | 四 球 | 敬 遠 | 死 球 | 三 振 | 併 殺 打 | 打 率 | 出 塁 率 | 長 打 率 | O P S |
| -------- | -------- | ----- | ----- | ----- | ----- | ----- | -------- | -------- | -------- | ----- | ----- | ----- | -------- | ----- | ----- | ----- | ----- | ----- | ----- | -------- | ----- | -------- | -------- | ----- |
| 2013     | SD       | 23    | 36    | 33    | 4     | 5     | 0        | 0        | 0        | 5     | 1     | 3     | 0        | 0     | 0     | 3     | 0     | 0     | 16    | 0        | .152  | .222     | .152     | .374  |
| 2016     | KC       | 13    | 44    | 41    | 2     | 13    | 1        | 0        | 0        | 14    | 5     | 0     | 2        | 0     | 0     | 3     | 0     | 0     | 8     | 0        | .317  | .364     | .341     | .705  |
| 2017     | ARI      | 64    | 145   | 136   | 19    | 32    | 1        | 2        | 3        | 46    | 9     | 4     | 1        | 1     | 0     | 8     | 0     | 0     | 35    | 0        | .235  | .278     | .338     | .616  |
| MLB：3年 | MLB：3年 | 100   | 225   | 210   | 25    | 50    | 2        | 2        | 3        | 65    | 15    | 7     | 3        | 1     | 0     | 14    | 0     | 0     | 59    | 0        | .238  | .286     | .310     | .595  |

- 2017年度シーズン終了時

### 記録
MiLB
- オールスター・フューチャーズゲーム選出：1回（2013年）

### 背番号
- 27（2013年）
- 34（2016年）
- 14（2017年）

### 代表歴
- 2017 ワールド・ベースボール・クラシック・プエルトリコ代表